# Friedrich August Unger (Mediziner)
Friedrich August Unger (* 19. Januar 1833 in Eibenstock; † 5. April 1893 in Frankfurt am Main) war ein deutscher Arzt und erster Wintergast des Luftkurortes Davos in der Schweiz.

## Leben
Als Sohn des Eibenstocker Kaufmanns Friedrich Benedikt Unger und seiner Gattin Sidonie Luise, besuchte er die Fürstenschule St. Afra zu Meißen. Zum Studium der Medizin bezog der die Universität Leipzig und schloss sich der Studentenverbindung Landsmannschaft Afrania an. Das Studium beendete er mit der Promotion zum Dr. med.
Nachdem Unger an einer Lungentuberkulose erkrankte, kurte er drei Jahre in der von Hermann Brehmer geleiteten Anstalt Görbersdorf im Riesengebirge ohne wesentlichen Erfolg. Gemeinsam mit Hugo Richter, der dort zwei Jahre gelebt hatte, ging er im Winter 1865 nach Graubünden, um in einem Hochtal Heilung zu finden. Er ließ sich in Davos (ca. 1560 m im hochgelegenen Landwassertal) als Kurarzt nieder.  In Davos hatte fünf Jahre zuvor die erste Fremdenpension eröffnet. Unger und Richter waren die ersten Wintergäste und gelten als Mitbegründer des Wintertourismus in Davos.
Unger blieb bis 1889 dort und ging dann zurück nach Deutschland, wo er in Frankfurt am Main seinen Lebensabend verbrachte.